# Виварини, Альвизе
Альви́зе Вивари́ни (итал. Alvise Vivarini; 1446—1502) — живописец раннего итальянского Возрождения периода кватроченто венецианской школы. Член семьи потомственных венецианских живописцев; племянник, возможно, ученик Бартоломео Виварини.

## Жизнь и творчество
Альвизе был сыном художника Антонио Виварини да Мурано (1415—1484). Его обучение проходило «в тени» выдающегося живописца венецианcкой школы Джованни Беллини, он также учился отца и дяди Бартоломео, и с юношеским интересом к творчеству Ладзаро Бастиани и искусству падуанца Андреа Мантеньи.
Его первая известная подписная и датированная работа — «Полиптих Монтефьорентино», написанный Альвизе для монастыря Минори Оссерванти (Minori Osservanti) недалеко от Фронтино и хранящийся в Национальной галерее Марке. Мадонна с Младенцем на троне и святые Франциск и Пётр слева и Павел и Иоанн Креститель справа изображены здесь в соответствии с традиционной структурой позднеготических полиптихов с панелями на золотом фоне, разделёнными богато украшенным орнаментом. Подпись и дату можно прочитать под центральной частью полиптиха: «1476 LUDOVICUS VIVARINUS MURIANENSIS P(inxit)».

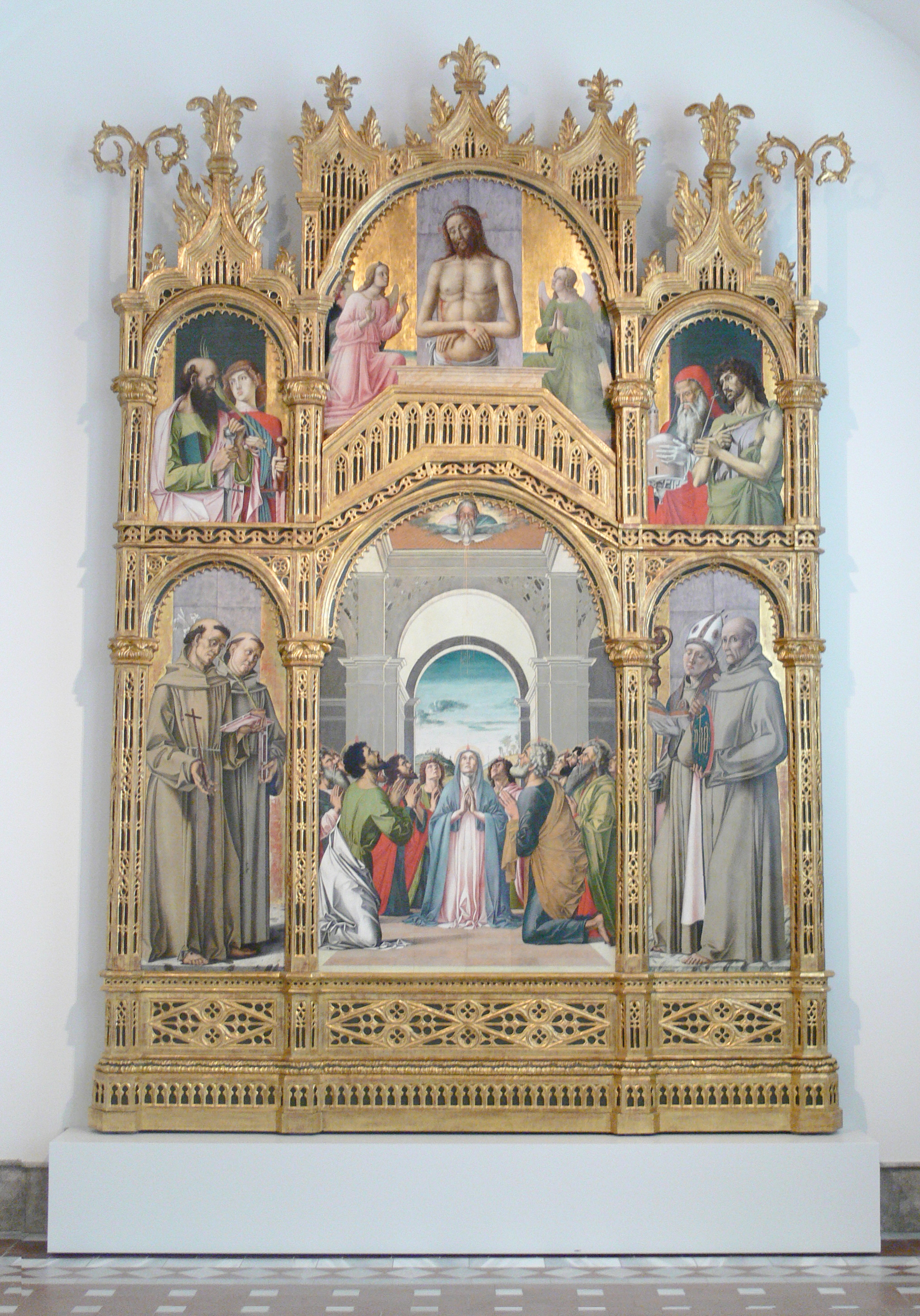
Ретабло Сошествия Святого духа на апостолов. Ок. 1478. Дерево, масло. Музей Боде, Берлин

Вскоре Альвизе отошёл от традиционных позднеготических формул, стал включать в свои алтарные картины элементы пейзажа и архитектурной перспективы. Он продолжил живописную традицию мастерской отца и дяди на острове Мурано, уступая только мастерской Беллини в Венеции. За исключением некоторых портретов, Альвизе Виварини писал картины религиозного содержания: от небольших икон до больших запрестольных полиптихов, таких как алтарь церкви Непорочного Зачатия в Мартиненго (Бергамо).
Среди его главных работ — алтарь «Святое Собеседование» (Sacra Сonversazione) из церкви Сан-Франческо в Тревизо, выставленный в Галерее Академии (1480). По сравнению с произведениями отца и дяди Альвизе шёл в ногу со временем, смягчая падуанскую манеру живописи по примеру Антонеллы да Мессина, но сохраняя при этом жёсткий контур и холодный колорит, отчего краски на его картинах кажутся блестящими, как эмаль.
Шедевром его зрелости считается «Воскресший Христос» в церкви Сан-Джованни-ин-Брагора в Венеции, датируемый 1497—1498 годами. В этой картине линии и формы кажутся предвещающими искусство маньеризма. Более мягкие формы и краски характеризуют «Благословляющего Христа», работу, предназначенную для частного поклонения, выполненную Виварини в 1498 году и выставленную в Пинакотеке Брера. Последним произведением художника считается «Святое Собеседование» 1500 года, хранящееся в Музее Пикардии в Амьене.
Многие из его произведений, хотя и задокументированы, позднее были утрачены, например, картины для Зала Большого Совета Дворца дожей выносная икона процессии для Скуолы Гранде-ди-Сан-Марко или «Мадонна на троне с Младенцем и шестью святыми» (ок. 1490), уничтоженная в 1945 году огнём в Музее кайзера Фридриха в Берлине.
Выдающийся специалист Б. Беренсон в своих ранних работах по истории венецианской живописи невероятно (по словам В. Н. Гращенкова) преувеличил значение Виварини, что повлекло за собой некритическое расширение круга приписываемых ему произведений. Позднее круг этих работ значительно сузился, и художник по праву занял достаточно скромное место в истории венецианской живописи позднего кватроченто. Его искусство стало связующим звеном между муранской школой семьи Виварини (его отца Антонио и дяди Бартоломео) и ранним творчеством его ученика Лоренцо Лотто. Альвизе Виварини испытал влияние Джованни Беллини, но стал одним самых верных последователей Антонелло да Мессина. В портрете из Национальной галереи в Лондоне Виварини повторяет традиционную композицию и тёмный фон, но вводит в погрудный портрет руку, которая частично видна из-за парапета. Лицо модели показано почти анфас. Это — результат проникших в среду венецианцев новшеств.

## Галерея

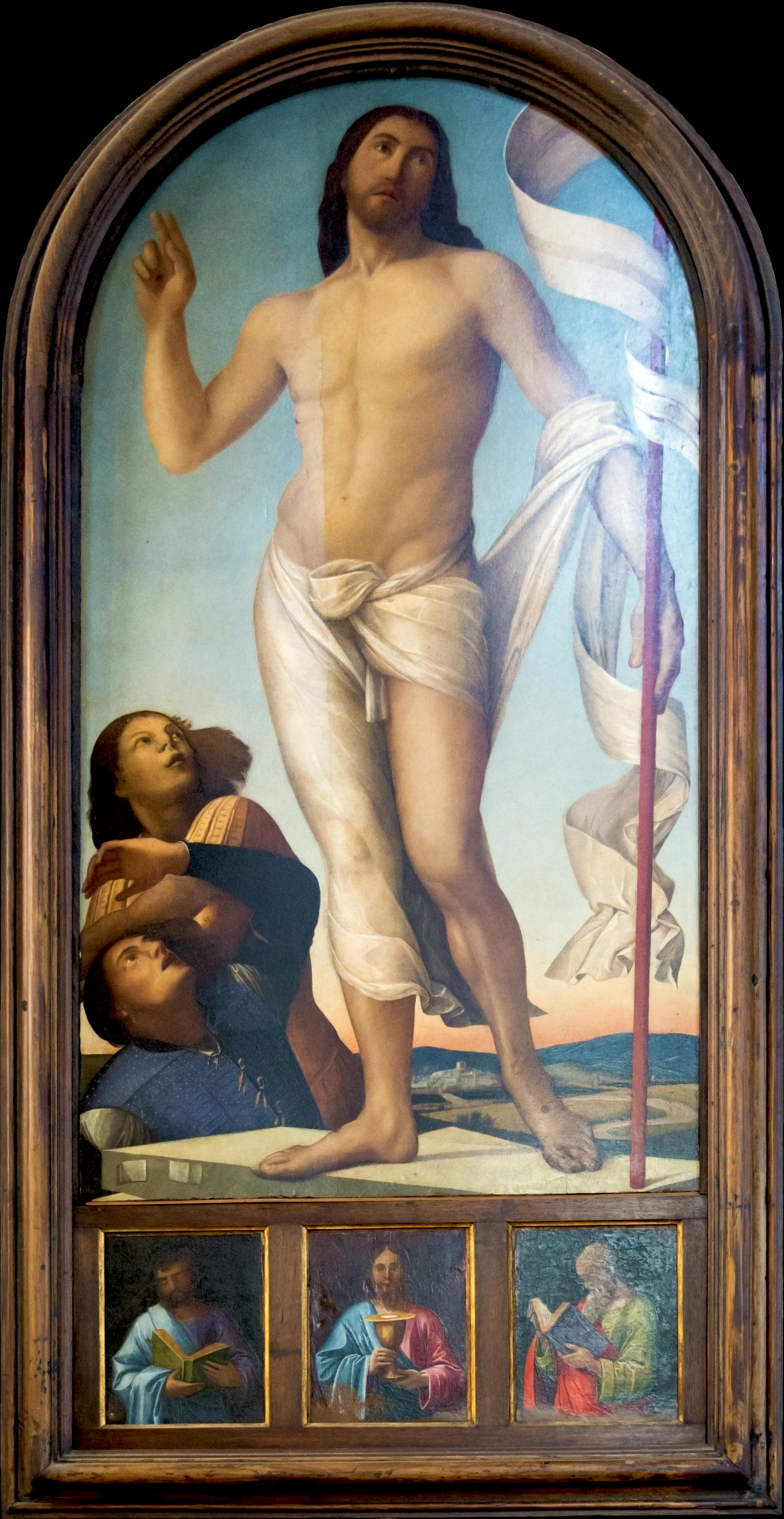
Воскресший Христос. 1497—1498. Дерево, темпера. Церковь Сан-Джованни-ин-Брагора, Венеция
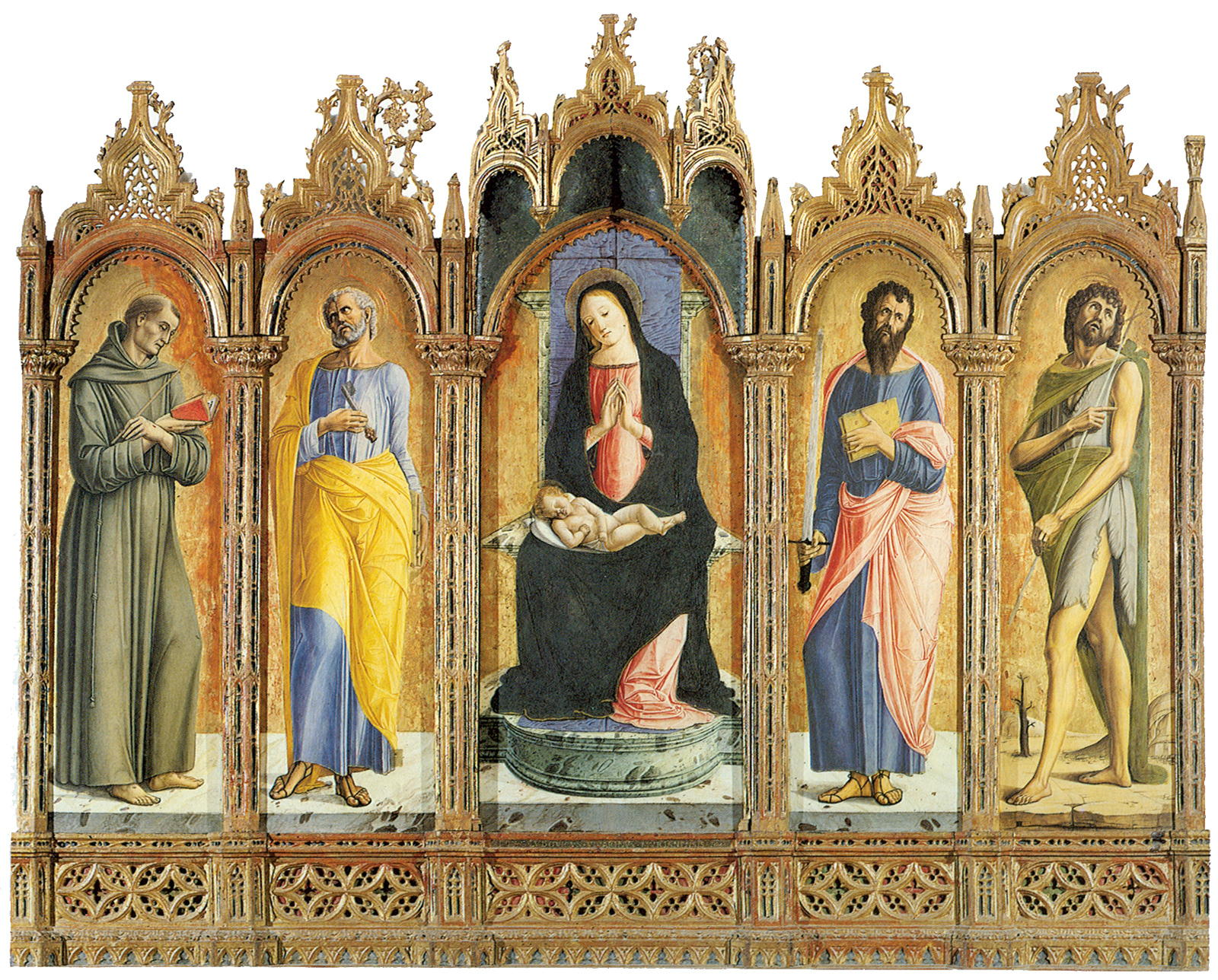
Мадонна с Младенцем и святыми Франциском, Петром, Павлом и Иоанном Крестителем. Дерево, темпера, золочение. Национальная галерея Марке, Урбино
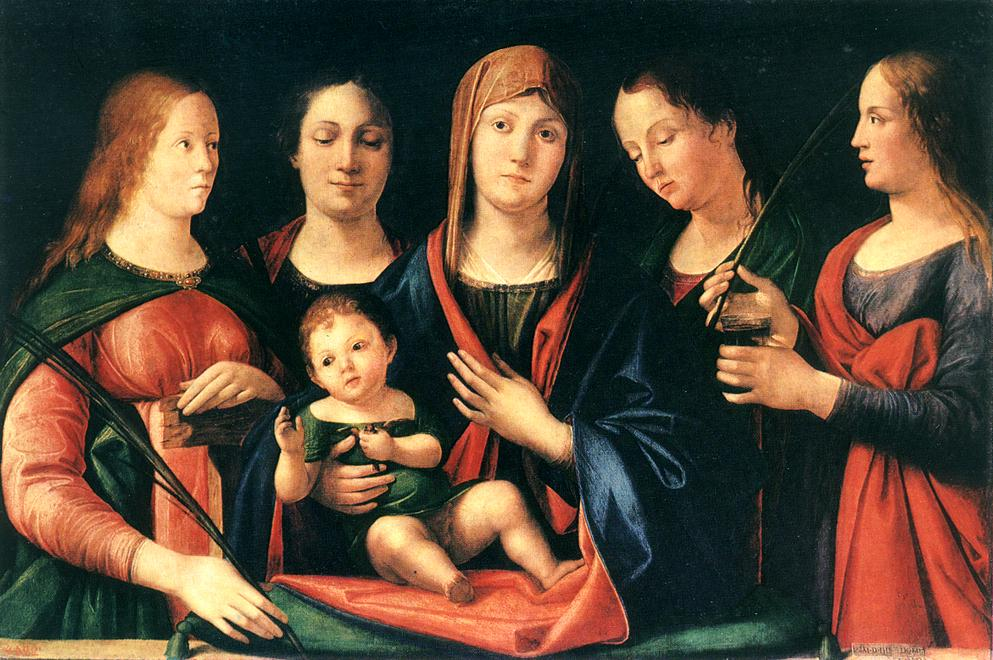
Мадонна с Младенцем, Марией Магдалиной, Екатериной и двумя неизвестными святыми. 1504. Холст, масло (переведено с дерева). Государственный Эрмитаж, Санкт-Петербург
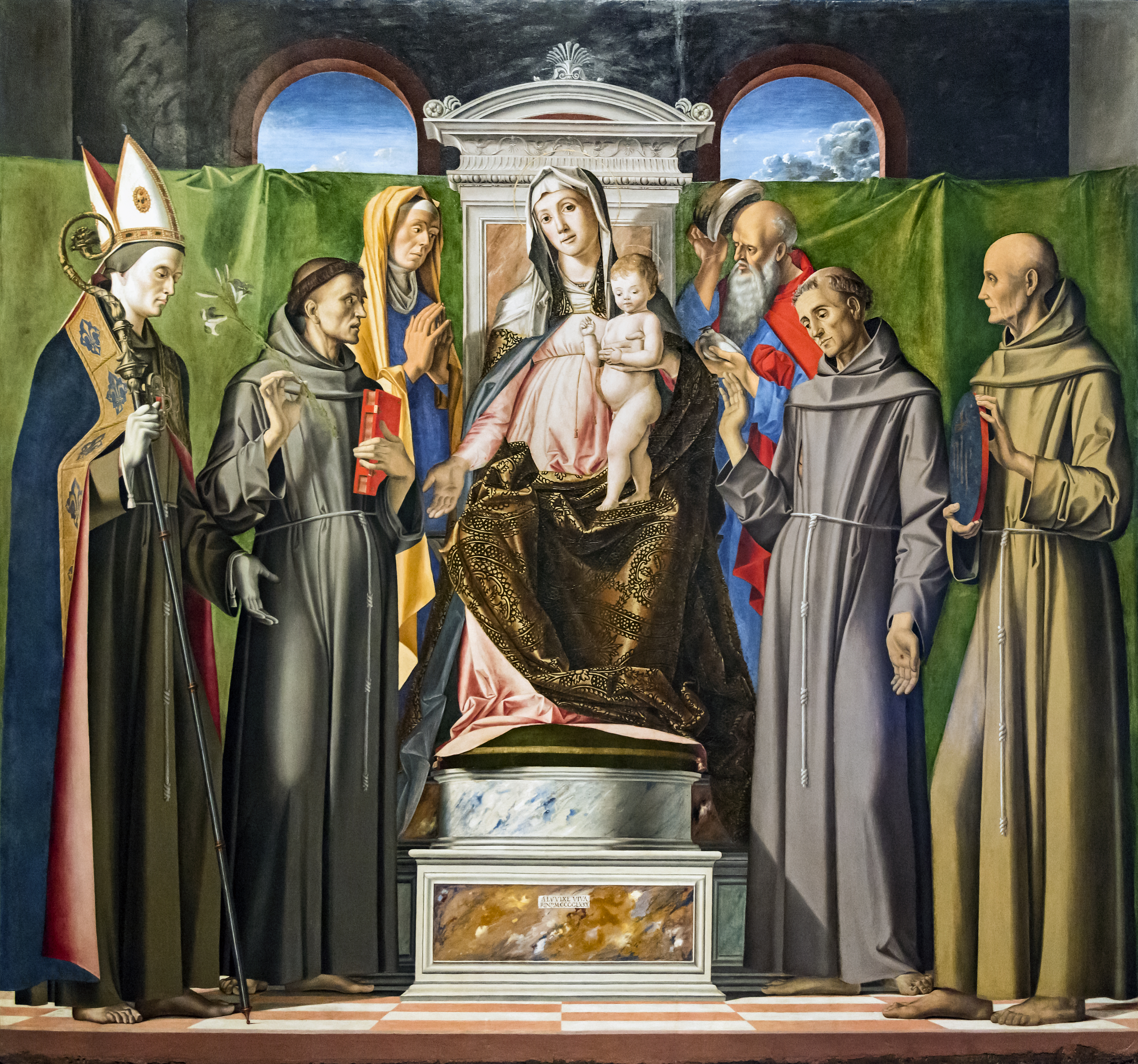
Мадонна на троне с Младенцем и святыми Анной, Джакино, Лудовико да Толоза, Антонием Падуанским, Франциском и Бернардино Сиенским. 1480. Дерево, темпера. Галерея Академии, Венеция
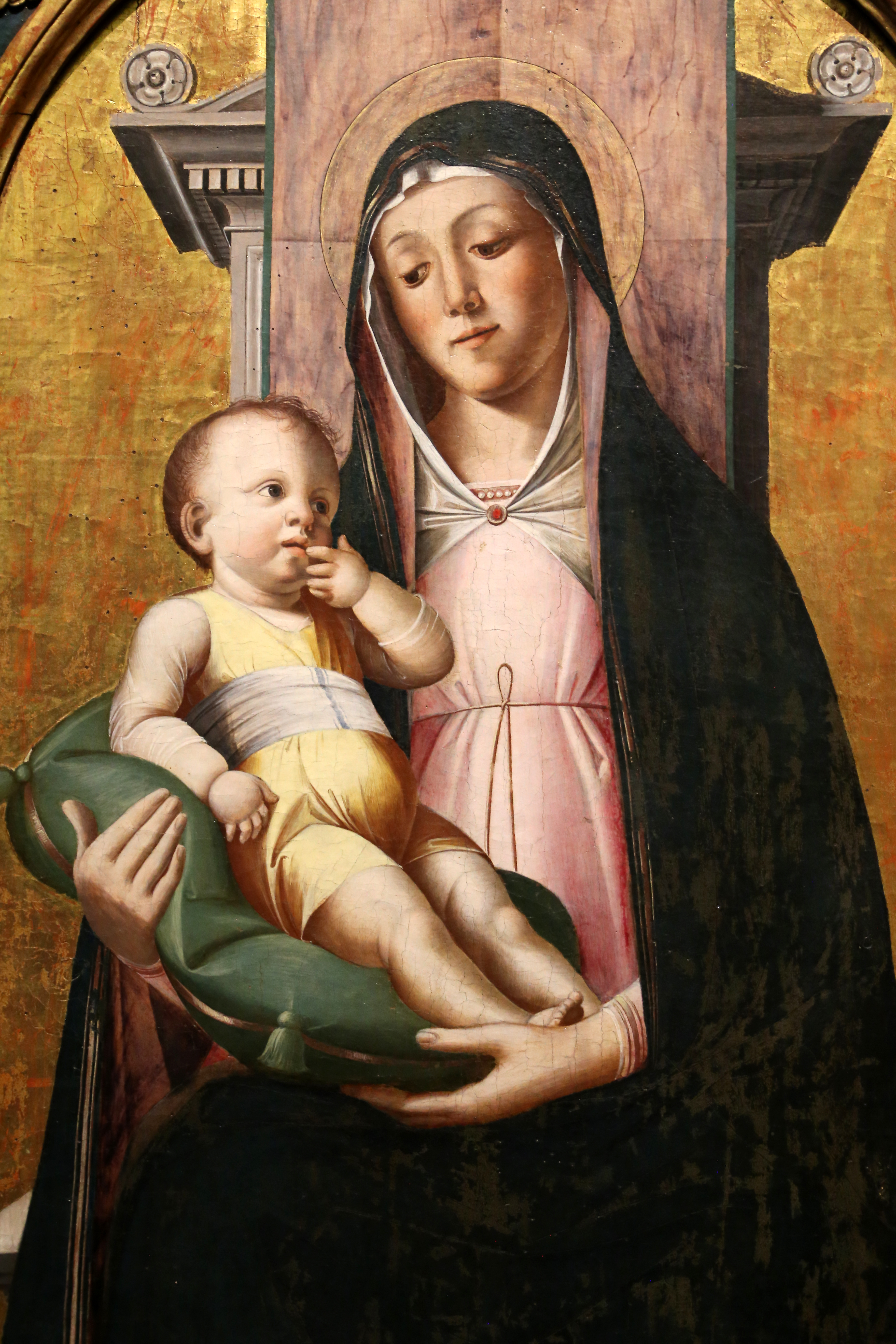
Мадонна с Младенцем. 1483. Дерево, темпера. Церковь Сант-Андреа, Барлетта
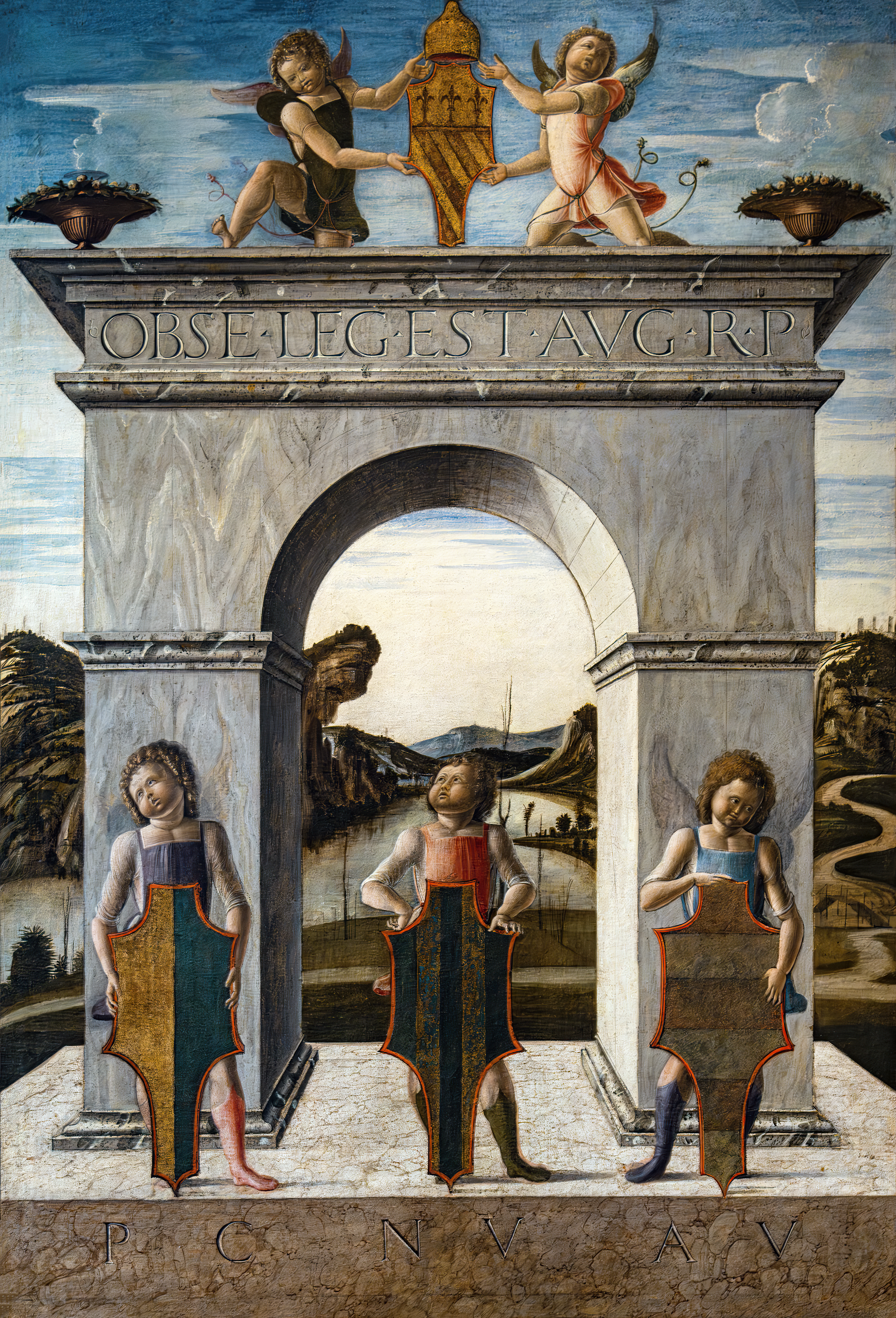
Триумфальная арка дожа Николо Трона. Между 1471 и 1473. Холст, масло. Галерея Академии, Венеция
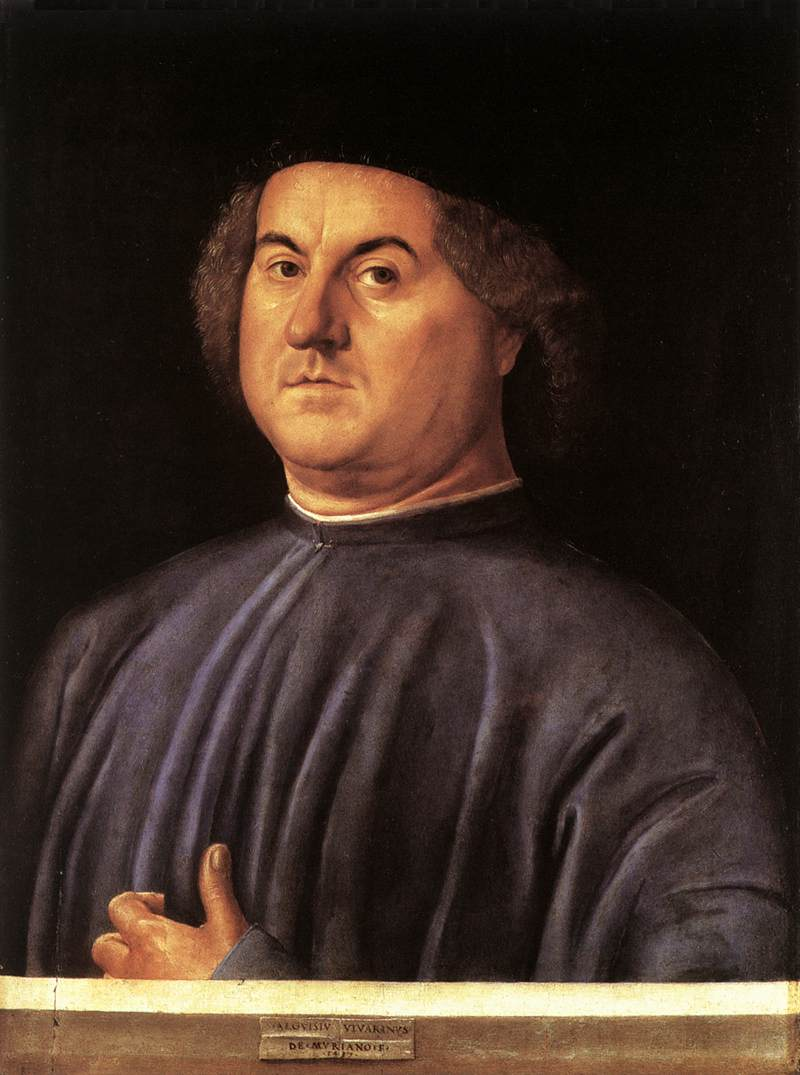
Мужской портрет. 1497. Дерево, масло. Национальная галерея, Лондон